# Liste der Monuments historiques in Vittel
Die Liste der Monuments historiques in Vittel führt die Monuments historiques in der französischen Gemeinde Vittel auf.

## Liste der Immobilien
| Bezeichnung                | Beschreibung | Standort                                                             | Kennzeichnung | Schutzstatus | Datum | Bild           |
| -------------------------- | --- | -------------------------------------------------------------------- | ------------- | ------------ | ----- | -------------- |
| Thermalbad: Kurpark        | Bauwerksensemble, Architekt Fernand César für die Société Générale des Eaux Minérales de Vittel: Grand Escalier (1902), Tea-Room (1912), Pavillon Heudebert (Kiosk, 1923), Chalet d’Aisance (1923), Chalet des Anes (1923) im Parc des enfants, Chalet des Enfants (1925), Pavillon des Jouets (1925), Pavillon Emeraude (1925), Konzertmuschel (1935) | (Lage)                                                               | PA00107336    | Inscrit      | 1990  |                |
| Kirche St-Rémy             | ab dem 15. Jahrhundert | 68 rue Division Leclerc (Lage)                                       | PA00107318    | Inscrit      | 1926  | weitere Bilder |
| Thermalbad: Spielkasino    | 1929/30 erbaut, Architekt Auguste Bluysen; einschließlich der Brunnen | Avenue du Casino (Lage)                                              | PA00107331    | Inscrit      | 1990  | weitere Bilder |
| Bahnhof                    | 1926 bis 1928 erbaut | Place de la Marne (Lage)                                             | PA00107332    | Inscrit      | 1990  | weitere Bilder |
| Thermalbad: Villenensemble | Villa Nino (1886), Architekt Charles Garnier; Villa Saint-Pierre (1893), Architekt Charles Garnier; Villen Saint-Louis und Sainte-Marie (1912), Architekt André Collin | 247 avenue Bouloumie; 285 avenue Geremoy; 20 avenue du Casino (Lage) | PA00107337    | Inscrit      | 1990  |                |
| Kirche St-Privat           | vor dem 16. Jahrhundert | Rue du Petit Ban (Lage)                                              | PA00107319    | Inscrit      | 1926  | weitere Bilder |
| Thermalbad: Hotelensemble  | Hôtel Vittel-Palace (1932 bis 1934), Architekt Fernand César; Grand Hôtel (1912 bis 1920); Architekt Georges Walwein; Hôtel Ermitage (1929), Architekt Fernand César | Avenue Geremoy; Avenue Gilbert Trigano (Lage)                        | PA00107333    | Inscrit      | 1990  |                |
| Thermalbad: Sportanlagen   | Institut d’éducation physique (1926) mit Portikus, Gymnastiksaal und zwei Fechthallen; Pferderennbahn mit Tribünen (1904), Wettbüro (1926) und Wiegehaus (1935); Pavillon des Cadets (1930); Tennishalle (1912) | (Lage)                                                               | PA00107334    | Inscrit      | 1990  |                |
| Thermalbad: Badeanlagen    | Quellhaus der Source des Demoiselles (1859); Badeanlage Garnier (1884); Wandelhalle (1897 bis 1938); Palmarium (1911 bis 1936) mit Schwimmhalle | (Lage)                                                               | PA00107335    | Inscrit      | 1990  | weitere Bilder |

## Liste der Objekte
| Bezeichnung                                                   | Beschreibung                                                                           | Standort                       | Kennzeichnung | Schutzstatus | Datum | Bild |
| ------------------------------------------------------------- | -------------------------------------------------------------------------------------- | ------------------------------ | ------------- | ------------ | ----- | ---- |
| Pietà                                                         | Stein, um 1500                                                                         | in der Kirche St-Rémy (Lage)   | PM88000980    | Classé       | 1960  |      |
| Skulptur Heiliger Remigius                                    | Holz, farbig gefasst, 18. Jahrhundert                                                  | in der Kirche St-Rémy (Lage)   | PM88000986    | Classé       | 1967  |      |
| Zwei Gemälde: Anbetung der Hirten und Darstellung im Tempel   | Ölfarbe auf Holz, Anfang des 17. Jahrhunderts von Claude Bassot                        | in der Kirche St-Rémy (Lage)   | PM88000981    | Classé       | 1961  |      |
| Gedenkstein für die Stiftung einer Totenmesse                 | Stein, 1676                                                                            | in der Kirche St-Rémy (Lage)   | PM88001859    | Inscrit      | 2005  |      |
| Retabel Yolande de Bassompierre im Gebet                      | Stein, 16. Jahrhundert                                                                 | in der Kirche St-Rémy (Lage)   | PM88000983    | Classé       | 1967  |      |
| Wegekreuz                                                     | Stein, 16. Jahrhundert                                                                 | in der Kirche St-Rémy (Lage)   | PM88000991    | Classé       | 1982  |      |
| Skulptur Heiliger Joachim                                     | Stein, farbig gefasst, erste Hälfte des 16. Jahrhunderts                               | in der Kirche St-Rémy (Lage)   | PM88001861    | Inscrit      | 2006  |      |
| Zwei Gemälde Mariä Verkündigung                               | Ölfarbe auf Holz, Anfang des 17. Jahrhunderts von Claude Bassot; Revers von PM88000981 | in der Kirche St-Rémy (Lage)   | PM88000982    | Classé       | 1967  |      |
| Skulpturengruppe Unterweisung Mariens                         | Stein, 16. Jahrhundert                                                                 | in der Kirche St-Rémy (Lage)   | PM88000985    | Classé       | 1967  |      |
| Skulptur Heiliger Rochus                                      | Stein, farbig gefasst, 17. Jahrhundert                                                 | in der Kapelle St-Eloi (Lage)  | PM88000988    | Classé       | 1969  |      |
| Gemälde Die Madonna erscheint dem heiligen Antonius von Padua | Ölfarbe auf Leinwand, 18. Jahrhundert                                                  | in der Kirche St-Rémy (Lage)   | PM88000992    | Classé       | 1985  |      |
| Skulptur Madonna mit Kind                                     | Stein, 16. Jahrhundert                                                                 | in der Kirche St-Rémy (Lage)   | PM88000984    | Classé       | 1967  |      |
| Pietà                                                         | Stein, 16. Jahrhundert                                                                 | in der Kirche St-Privat (Lage) | PM88000987    | Classé       | 1967  |      |
| Skulptur Heiliger Eligius                                     | Stein, farbig gefasst, 1636                                                            | in der Kapelle St-Eloi (Lage)  | PM88000989    | Classé       | 1969  |      |
| Retabel Gott als Weltenherrscher                              | Stein, 1534                                                                            | in der Kirche St-Rémy (Lage)   | PM88000990    | Classé       | 1982  |      |
| Epitaph für Rémy Hilaire                                      | Stein, 1601                                                                            | in der Kirche St-Rémy (Lage)   | PM88001860    | Inscrit      | 2005  |      |